# Neumarkt an der Ybbs
Neumarkt an der Ybbs – gmina targowa w Austrii, w kraju związkowym Dolna Austria, w powiecie Melk. Według Austriackiego Urzędu Statystycznego liczyła 1 886 mieszkańców (1 stycznia 2014).